# Kurt von Briesen
Kurt Alfred Otto Erimar von Briesen (3 de Maio de 1886 - 20 de Novembro de 1941) foi um oficial do Exército Alemão que serviu durante a Segunda Guerra Mundial. Foi condecorado com a Cruz de Cavaleiro da Cruz de Ferro.

## Carreira

### Patentes
Generalleutnant

### Condecorações
| Cruz de Ferro 2ª Classe                                  |
| Cruz de Ferro 1ª Classe                                  |
| Cruz de Cavaleiro da Cruz de Ferro 27 de outubro de 1939 |